# Theodosia (kejsarinna)
Theodosia, född 775, död efter 826, var en bysantinsk kejsarinna, gift med kejsar Leo V.
Hon var dotter till ministern Arsaber, en förmögen adelsman från Armenien, som 808 ledde en revolt och spärrades in i kloster, och gifte sig med militären Leo, som 813 blev kejsare. Då Leo mördades 820 kastrerades hennes fyra söner och hon förvisades med dem till ön Proti, men de tvingades dock inte i kloster och fick behålla en del egendom. 